# بيتر تيمرمانز
بيتر تيمرمانز هو شخصية أعمال بلجيكي، ولد في 14 يونيو 1964 في Ninove ‏ في بلجيكا.